# Biopsija prostate
Biopsija prostate predstavlja minimalno invazivnu medicinsku tehniku koje uključuje uzimanje ćelija ili tkiva radi ispitivanja. Tkivo se ili ispituje pod mikroskopom, ili može biti hemijski ispitivano (na primer, korišćenjem PCR metode). Transrektalna ultrazvučno vođena biopsija prostate danas predstavlja sigurnu proceduru koja se dobro toleriše, a da se pri tome dobija dovoljno materijala za patohistološku verifikaciju. Biopsiju prostate treba uraditi kada jedan ili više od parametara dijagnostičkog algoritma (rektalni tuše, PSA, transuretralna sonografija) odstupe od fiziološkog nalaza.

## Opšta razmatranja
Karcinom prostate predstavlja jednu od najčešćih neoplazmi u humanoj medicini zajedno sa brohhopulmonalnim i kolorektalnim karcinomom. Zadnjih godina zauzima prvo mesto po učestalosti (17—21%) i drugo mesto po smrtnosti među svim karcinomima u SAD ali i sve više i u Evropi.
Za dijagnozu karcinoma prostate koriste se:
- rektalni tuše,
- određivanje alkalne i kisele fosfataze,
- ultrazvuk urotrakta,
- određivanje prostata specifičnog antigena (skraćeno PSA) i,[5]
- metoda za patohistološku verifikaciju, biopsija prostate.

Biopsija prostate, istorijski gledano, prvo se izvodila perinealnim putem sa malim uspehom i dosta teško je bila podnošena od strane pacijenata. Uvođenjem transrektalnog ultrazvuka (skraćeno TRUS), kao vizualizacione metode, dolazi se do mogućnosti uzimanja uzoraka iz topografski tačno određenih delova prostate, standardizovane veličine uzorka tkiva pogodnih za preciznu patohistološku interpretaciju, uz znatnu bezbednost i komfor pacijenata.
Uvođenje ove dijagnostička metode omogućilo je ranu dijagnostiku raka prostate, a time i rani početak aktivnijeg lečenja u smislu hirurškog ili zračnog tretmana koji mogu dovesti do izlečenja obolelih.

## Vrste biopsija
Kada se uzima samo deo tkiva, takva procedura se naziva inciziona biopsija prostate ili biopsija srži. Kada se cela izraslina ili sumnjiva površina uklanja, ta procedura se naziva eksciziona biopsija. Uzimanje dela tkiva ili neke telesne tečnosti iglom predstavlja proceduru koja se naziva aspiraciona biopsija ili punkcija.

## Ciljevi
Svaki nalaz koji pri rektalnom pregledu izaziva sumnju na karcinom prostate zahteva neophodnu histološku ili citološku potvrdu ove dijagnoze. Iz tog razloga, punkciona biopsija prostate primenjuje se kod dijagnostike karcinoma, ili hroničnih upalnih procesa nejasne etiologije.
Iako kod izvesnih oblika prostatitisa (лат. prostatitis granulomatoza) ova metoda izgleda opravdana, ona nikako nije bezopasna kod zapaljenskih oboljenja prostate. U tom smislu preporučuje se da se pored nalaza na RT, uradi transrektalni ultrazvuk i PSA pre biopsije prostate. Pojedini autori predlažu, da se u cilju dobijanja tačnijih indikacija za biopsiju, izračuna vrednosti PSAD-gustine PSA u prelaznoj zoni prostate.

## Indikacije za biopsiju prostate
Do početka primene određivanja prostata specifičnog antigena skraćeno (PSA) od 1980-ih godina koji se do danas dokazao kao najbolji marker za dijagnozu karcinoma prostate, sumnja na ovo oboljenje se postavljala na osnovu nespecifične kliničke slike i digitorektalnog pregleda. Cilj dijagnostike bez obzira na primenjenu metodu je da se dijagnostikuje što više karcinoma prostate onda kada postoje najveće šanse za uspešno izlečenje.
Prema dosadašnjim saznanjima biopsiju prostate bi trebalo raditi:
- kada je PSA iznad 4 ng/ml odnosno iznad 3 ng/ml kod mlađih bolesnika,
- kada postoji abnormalnost kod rektalnog tušea
- kada postoji abnormalnost kod transrektalnog ultrazvuka
- kada postoji abnormalnost kod više dijagnostičkih procedura a klinička slika je nejasna.

### Klinička slika
Klinička slika može biti u ranom stadijumu bolesti prostate potpuno odsutna da bi potom dominirali opstruktivni simptomi (dizurija, nokturija, slabljenje jačine mlaza i tanji mlaz) koji nisu specifični samo za karcinom prostate već i za njen dijagnostički pandan benignu hiperplaziju prostate (skraćeno BPH) i druga subvezikalna opstruktivna oboljenja.
U terminalnoj fazi karcinoma prostate kliničkom slikom dominiraju znaci metastatske bolesti kao što su bolovi u koštanom sistemu gde su najčešće metastaze, zatim opšti znaci slabosti, gubitka telesne težine, anemija.
Zbog ovakve kliničke slike bolest se najčešće otkrivala ili u završnoj fazi metastatske bolesti ili akcidentalno u pokušaju hirurškog lečenja BPH.

### Digitorektalni pregled
Digitorektalni pregled (skraćeno DRE) može sa velikom verovatnoćom ukazati na prisustvo karcinoma ali takođe ne u najranijoj fazi već sa sve većom specifičnošću što je bolest više odmakla. U stadijumu T1 karcinom prostate je nepalpabilan, a oni čine 20—25% svih karcinoma prostate. „Detection rate“ ako se koristi samo DRE je nizak i iznosi samo 0,8—1,4%. Sa druge strane 50% suspektnog nalaza DRE ne predstavlja karcinom prostate već su biopsijom nađeni inflamatorni procesi: kalkuloza prostate, granulomatoza ili tuberkuloza. Dijagnostička tačnost DREa se procenjuje na 50-75% .

### Biohemijske analize
Biohemijske analize, sem donekle kisele prostatične fosfataze i alkalne fosfataze, nisu bile od pomoći kod dijagnostikovanja karcinoma prostate.

### Ultrazvučna dijagnostika
Transabdominalni ultrazvuk daje pouzdane informacije samo o veličini prostate ali tek delom o njenoj strukturi. Posredno je mogao da izazove sumnju na karcinom kod jednostrane hidronefroze ako se isključe drugi uzroci kao kalkuloza, tumor uretra, stenoze i drugi ređi uzroci.
Transrektalni ultrazvuk (енгл. „transrectal ultrasound“ (TRUS)) daje bolju i precizniju sliku prostate pošto sondu od prostate deli samo zid rektuma. Takođe, procena volumena prostate je preciznija kod ovog načina izvođenja ultrazvučnog pregleda kada uočavamo zonalnu arhitektoniku u građi prostate ili lezije u perifernoj ili tranzitornoj zoni. Ove lezije kod karcinoma prostate mogu biti hipoehogenog izgleda što je najčešće (70%) ali takođe i izoehogene (31-39%), ili hiperehogene (1%). Uočavamo simetričnost u obliku prostate, odnosno da li neki režanj ili njegov deo prominira i menja oblik prostate. Procenjuje se da li postoji ekstrakapsularno širenje procesa bilo u okolinu prostate ili u semene kesice ili vrat mokraćne bešike. U T1 stadijumu, koji je nepalpabilan, karcinomske lezije se TRUS-om vizealizuju kod oko 13% pacijenata.
Kod određivanja ekstrakapsularne invazije TRUS nije pokazao bolje rezultate od DRE.
Ultrazvučni aparati koji daju 3D sliku povećavaju senzitivnost i specifičnost ovog dijagnostičkog postupka. TRUS sa Doplerovim efektom koji pokazuje zone pojačanog protoka krvi u perifernoj zoni prostate može sa većom sigurnošću ukazati na kancerske lezije. Još veća senzitivnost i osetljivost se postiže kombinovanjem, aplikacije kontrasta u krvotok i kolor-dopler ultrazvuka kada se ta metoda naziva „Power-Doppler“ ultrazvuk.

### Kompjuterizovana tomografija i magnetna rezonanca
Kompjuterizovana tomografija (skraćeno CT) ima mali značaj u gradiranju pacijenata sa malim i srednjim rizikom a pokazuje veći dijagnostički značaj u T3 i T4 stadijumu. Veću dijagnostičku vrednost ima magnetna rezonanca - MRI a pogotovu endorektalni MRI i MRS (spektroskopija magnetnom rezonancom).
Veliku specifičnost i senzitivnost ima i PET skener sem kod niskih vrednosti PSA ispod 5 ng/ml.

### Scintigram skeleta
Scintigram skeleta se koristi za otkrivanje koštanih metastaza a izvodi se ukoliko je PSA iznad 15 ng/ml.

### PSA
Tek sa širom kliničkom primenom prostata specifičnog antigena (skraćeno PSA) moglo je sa većom pouzdanošću postaviti sumnju na prisustvo karcinoma prostate. Sa druge strane, uvođenjem ovog tumorskog markera nastala je i od mnogih nazvana tzv. „era terora PSA“ pošto svako uvećanje vrednosti PSA iziskuje dodatno angažovanje pacijenta dodatno vreme i dodatna materijalna sredstva da bi se dokazalo da ta elevacija PSA ne predstavlja i prisustvo karcinoma prostate.
U cilju povećanja pouzdanosti ovog tumorskog markera uvedeni su razni derivati PSA kao što su PSAD („PSA densiti“) koji ukazuje na značaj veličine prostate pošto veća prostata stvara više ovog enzima, PSA-Tz („PSA tranzitory zone“), „PSA velocity“ koji prati povećanje PSA u vremenskom intervalu, indeks „PSA free/PSA total“ - odnos slobodnog i ukupnog PSA koje nam bliže govori o prirodi povišenja ovog biomarkera. U kliničkoj praksi najčešće se koristi odnos slobodnog i totalnog PSA. Granična vrednost je prvo bila 0,15 odnosno 15% pri čemu su vrednosti iznad 0,15 su išle u prilog benignog oboljenja a ispod ove vrednosti su ukazivale na malignitet. Sada je ova granica podignuta na 0,2 ali i na 0,25.
PSA treba rutinski raditi kod muškaraca starijih od 50 godina a kod pozitivne porodične anamneze počev od 40.godine. Gornja granica uzeta kao najbolji odnos senzitivnosti specifičnosti je 4 ng/ml. Ipak i kada je PSA ispod 4 ng/ml kod 10—20% biopsija prostate može biti pozitivan. Poseban problem predstavlja „siva zona“ odnosno vrednosti PSA od 4,1—10 ng/ml gde su senzitivnost i specifičnost 57% i 68%, a generalna senzitivnosti i specifičnost ovog tumorskog markera su 80% i 30%.7 Odnos slobodnog i totalnog PSA (f/tPSA) ima veću specifičnost uz istu senzitivnost. Pojedini autori graničnu vrednost za totalni PSA kod mlađih pacijenata spuštaju na 3 ng/ml a drugi idu još dalje pa biopsiju prostate rade kada vrednost ukupnog PSA prelazi 2,5ng/ml.

## Tehnika
U pogledu same tehnike, pacijent treba da se nalazi u levom lateralnom dekubitu. Lokalno može aplikovati lidokain, gel (nije rutinska metoda u svim ustanovama) i infiltracija periprostatičnog neurovaskularnog fascikulusa sa 10 ml 1% lidokaina.
Za dobijanje uzorka tkiva ili ćelija prostate, najširu primenu našle su punkcione i aspiracione metode biopsije. Poslednjih decenija u svetu se najčešće primenjuju dva pristupa: transrektalni i transperinealni. Obe metode su jednostavne i lake za izvođenje, mogu da se rade u ambulantnim uslovima, bez većih smetnji i rizika po pacijenta.
- Za izvođenje punkcione biopsije prostate danas se najčešće koriste Tru-Cut igle ili igle po Vim-Silvermanu, a kod aspiracione biopsije Franzen-ove igle i automatski „pištolji”.
- Transrektalnu biopsiju prostate pacijenti najlakše podnose, dok je transperinealna bolnija, mora se izvoditi u lokalnoj anesteziji, a procentualno pokazuje najmanju tačnost. Kod transrektalnog pristupa preporučuje se da je ampula rektuma prazna, a zbog opasnosti unošenja infekcije, potrebna je antibiotska zaštita u trajanju od nekoliko dana. Pri uvođenju igle kod obe metode, kažiprst dijagnostičara se nalazi u rektumu i on usmerava vrh igle ka nodusu.

Digitalno, ili još bolje, MRI ili ultrazvučno vođene igle ka prostati, daju kod iskusnog dijagnostičara visok procenat tačnih rezultata (90—98%). Međutim treba imati u vidu da negativna biopsija ne isključuje karcinom, ukoliko klinička slika upotpunjena dodatnim dijagnostičkim procedurama upućuje na njegovo postojanje. U tom smislu, ukoliko se posumnja da uzorak nije adekvatno uzet, punkcija se može ponoviti više puta sa više različitih lokalizacija.
Prevencija komplikacija
U antibiotskoj profilaksi, za sprečavanje eventualnih komplikacija koristi se kombinacija ciprofloksacina, p.o. 500 mg na 12h i metronidazola, p.o. 500 mg na 8h ujutro na dan procedure i 4-5 dana nakon biopsije. Terapija antikoagulantima ne utiče značajno na krvarenje i najčešće ne zahtevala prekid antikoagulantne terapije.

## Ponavljanje biopsija
Ukoliko se nakon inicijalne biopsije prostate dobije negativan nalaz postavlja se pitanje da li i kada ponoviti biopsiju prostate?
- Generalno gledano, 26% ponovljenih biopsija prostate je pozitivno.
- Ukoliko se vrednost PSA kreće u „sivoj zoni“, koja je za dijagnozu i najproblematičnija a za lečenje najzahvalnija (4-10 ng/ ml), inicijalna biopsija je pozitivna u 20%. Kada se pri prvoj biopsiji prostate dobije nalaz „high Gr PIN“ (prostatična intraepitelna neoplazija visokog stepena) ponovljena biopsija je pozitivna u 47% slučajeva.

Prema tome od velikog značaja je ponoviti biopsiju prostate kada i dalje postoje indikacije. Kada ponoviti biopsiju još nije jasno definisano, ali u svakom slučaju preporuka je da se to uradi u intervalu od 6 do 12 meseci od prve biopsije.

## Komplikacije
Pravilno izvedena punkciona biopsija prostate retko daje komplikacije, izuzev u   malom broju slučajeva koji mogu da se jave kao:
- Bol. Jedna od značajnijih komplikacija je bol a pacijenti su subjektivno oceljivali bol koji se javlja u toku rada sa ocenom 3 na skali bola (0-10).
- Povišena telesna temperatura.
- Hematurija, hemospermija, perinealni hematom. Krvarenje koje se javlja posle biopsije je manjeg inteziteta i gotovo nikad nije zahtevalo neku intervenciju u cilju hemostaze. Rektalno krvarenje nije bilo češće od svakog pedesetog, srednje izražena hematurija se javljala u oko dve treći, ozbiljna hematurija je bila raritena, a hematospermija u oko svakog desetog.[6]
- Prostatitis — infekcija. Infekcija kao posledica biopsije uz profilaktičku primenu antibiotske terapije vrlo su retke, prema podacima literature oko 2%.
- Prolazna retencija mokraće ili krvarenje iz rektuma.

## Spoljašnje veze
- „Video: Targeted Prostate Biopsy Using MR-Ultrasound Fusion”. Архивирано из оригинала 09. 12. 2017. г. Приступљено 09. 12. 2017. (језик: енглески)

|  | Molimo Vas, obratite pažnju na važno upozorenje u vezi sa temama iz oblasti medicine (zdravlja). |